# رودولف باکس
رودولف باکس (انگلیسی: Rudolf Bax؛ زادهٔ ۲۴ نوامبر ۱۸۷۸) بازیکن فوتبال است.